# 短毛熊巴掌
短毛熊巴掌（学名：Phyllagathis cavaleriei var. tankahkeei）为禾本科锦香草属下的一个变种。

## 扩展阅读
- 維基物種上的相關：短毛熊巴掌